# Дурдин, Иван Алексеевич
Иван Алексеевич Дурдин (1795—1878) — основатель купеческой династии Дурдиных, купец 1-й гильдии, потомственный почётный гражданин.

## Биография
Родился в селе Шестихине. Был крепостным помещиков Сумароковых. Имел младших братьев Алексея Алексеевича, Александра Алексеевича (1818—1881) и сестру Феодосию Алексеевну (умерла в 1896 году), которые состояли при его капитале и семье. 
В 1817 году на родине, ещё будучи крепостным, женился на крестьянской дочери Анне Алексеевне Никитиной (род.1802), от которой были рождены два сына: Иван (1823—1899) и Андрей.  
В конце 1820-х годов получив вольную, приехал в Москву. Первоначально в качестве наёмного служащего состоял при продаже пива. Показав себя добросовестным и расторопным работником, был отправлен хозяевами в Санкт-Петербург на начавший строиться пивной завод, в качестве доверенного приказчика от московских пивоваров. Вместе с собой перевёз в Санкт-Петербург всю свою семью. Строящийся завод на тот момент был уже пятым пивным производством в Санкт-Петербурге. В связи с высокой конкуренцией Московский завод прогорел через три года. Московское общество продало Ивану Алексеевичу завод с рассрочкой  на три года. В 1836 году Иван Алексеевич начал самостоятельную предпринимательскую деятельность. В 1839 году вместе с братом Алексеем Алексеевичем купил за долги второй пивной завод. В 1845 году Иван Алексеевич записался купцом по 3-й гильдии. В 1848 году купил соседний со вторым пивным заводом участок земли, где были выстроены новые здания солодовни, ледников и складов, позволивших расширить производство. В 1854 году Иван Дурдин перешёл во 2-ю купеческую гильдию. Все заработанные средства он отправлял на расширение дела. В 1857 году получил право изображать на своей продукции государственный герб — российского двуглавого орла, как свидетельство её высокого качества. Пиво Дурдина с успехом демонстрировалось на всероссийских и международных выставках. Главным пивоваром на заводе работал Карл Радон, приглашённый Дурдиным из Богемии.
С конца 1860-х годов Дурдин кроме пивоварения занялся оптовой продажей хлеба, построил по соседству с пивоваренным заводом небольшой водочный завод, а также содержал общественные бани. Расширение бизнеса привело к увеличению прибыли. В 1863 году он перешёл в 1-ю купеческую гильдию.
В 1876 году Иван Дурдин с сыновьями Иваном и Андреем получили разрешение на учреждение «Товарищества пиво- и медоваренного завода Ивана Дурдина» с основным капиталом в 1 миллион 200 тыс. рублей. Прочие виды коммерческой деятельности Дурдины прекратили. В форме Товарищества фирма успешно работала вплоть до Октябрьской революции.
В 1873 году Иван Алексеевич Дурдин и его сыновья Иван и Андрей получили грамоты о возведении их в потомственное почётное гражданство.
Скончался в преклонном возрасте 29 мая 1878 года и был погребён на Митрофаниевском кладбище, где в дальнейшем были похоронены почти все члены династии Дурдиных.
После смерти отца Иван Дурдин вместе с братом Андреем возглавили дело. Иван Иванович стал председателем Правления Товарищества, его брат Андрей — директором-распорядителем. Основными акционерами (держателями паев) оставались члены семьи.
Его брат, Александр Алексеевич Дурдин, открыл торговлю ювелирными изделиями на Банковской линии, 1; владел также трактиром в собственном доме № 8 в Апраксином переулке и каменным домом на Казанской улице, 37. Жил с семьей в собственном доме на Бассейной улице, 29. После его смерти семейное дело унаследовал сын — купец 2-й гильдии Дмитрий Александрович Дурдин (1843—1917).